# Pwyll
Nella mitologia gallese Pwyll è il signore del Dyfed.
Nel primo dei Quattro Rami del Mabinogion, raccolta di storie in prosa, Arawn, signore dell'Annwn, il mitologico aldilà gallese, convince Pwyll a scambiarsi di posto per un anno ed un giorno come compenso per aver lasciato nutrire i propri cani con un cervo che Arawn aveva catturato e ucciso. Arawn riesce a scambiare i rispettivi aspetti e prende il posto di Pwyll alla corte del Dyfed. Alla fine dell'anno Pwyll vince nell'aldilà il nemico di Arawn, Hafgan, riuscendo dove il signore dell'Annwn aveva fallito. Infine Pwyll e Arawn diventano amici avendo Pwyll dormito castamente accanto alla moglie di Arawn.  
In seguito Pwyll incontra Rhiannon, che quando Pwyll siede sul gorsedd, il "trono" sulla collina di Arberth, gli appare come una splendida fanciulla con un abito di broccato di seta dorata, a cavallo di uno scintillante cavallo bianco. Pwyll invia in cerca della ragazza i suoi migliori cavalieri, ma ella rimane sempre avanti a loro, nonostante i loro cavalli non abbiano mai proceduto così velocemente. Dopo tre giorni Pwyll infine la invoca e Rhiannon gli risponde, dicendo che lo è venuto a cercare perché preferisce sposare lui piuttosto del suo fidanzato, Gwawl. Dopo un anno e un giorno Pwyll riesce a vincere Rhiannon da Gwawl grazie alla complicità della donna. Il loro figlio scomparirà mentre è affidato a diverse dame di compagnia. Per sfuggire alla responsabilità esse macchieranno di sangue un seno di Rhiannon addormentata. 
Questo figlio appare alla corte di Teyrnon, la cui giumenta ha appena partorito un puledro, che scompare. Teyrnon ha fatto la guardia alle sue stalle nel mese di maggio, e ha visto una bestia misteriosa venire a prendere il puledro. Teyrnon ferma la bestia, e trova fuori dalle stalle un bambino. Lo adotta assieme alla moglie. Il piccolo cresce in modo incredibilmente veloce e gli viene affidato il puledro recuperato quella notte. Teyrnon, che una volta è stato al servizio di Pwyll riconosce nel figlioccio le sembianze del signore, e porta il ragazzo da Pwyll e Rhiannon, che lo chiameranno Pryderi, cioè "cura, preoccupazione".  